# 阿巴婦女暴動
阿巴妇女暴动是1929年11月尼日利亚殖民地的婦女發動的暴動。来自尼日利亚东南部本代、乌穆阿希亚和其他地区的数千名伊博族妇女前往奥洛科抗议以及靜坐示威，她們認為妇女的權利受到限制。期间许多尼日利亚殖民地當局任命的酋长被迫辞职。1930年，尼日利亚殖民地政府废除了委任酋长制度。